# Estnische Badmintonmeisterschaft
Die Estnischen Meisterschaften im Badminton starteten 1965 als Meisterschaft der estnischen Sowjetrepublik. Nach dem Zerfall der Sowjetunion sind sie seit 1993 offizielle Landesmeisterschaften. Die Austragung von Juniorenmeisterschaften begann im selben Jahr, internationale Titelkämpfe gibt es in Estland seit 2004. Mannschaftsmeisterschaften wurden bisher nur 1996 ausgetragen.
Die Meisterschaften gingen aus der UdSSR-Meisterschaft im Badminton hervor. Nach dem Zerfall der Sowjetunion starteten Aserbaidschan, Armenien, Belorussland, Estland, Georgien, Lettland, Litauen, Moldawien, Russland und die Ukraine eigene Meisterschaften innerhalb des Europäischen Badmintonverbandes EBU, während Kasachstan, Kirgisien, Tadschikistan, Turkmenistan und Usbekistan eine neue Heimat im asiatischen Badmintonverband fanden.

## Die Titelträger
| Saison | Herreneinzel       | Dameneinzel        | Herrendoppel                     | Damendoppel                         | Mixed                              |
| ------ | ------------------ | ------------------ | -------------------------------- | ----------------------------------- | ---------------------------------- |
| 1965   | Jüri Tarto         | Hele-Mall Pajumägi | Jüri Tarto Raivo Kristianson     | Hele-Mall Pajumägi Malle Mõistlik   | Ülo Nurges Hele-Mall Pajumägi      |
| 1966   | Jüri Tarto         | Reet Valgmaa       | Jaak Nuuter Ülo Nurges           | Reet Valgmaa Tiina Gens             | Heino Aunin Reet Valgmaa           |
| 1967   | Jaak Nuuter        | Reet Valgmaa       | Jaak Nuuter Toomas Sander        | Reet Valgmaa Riina Valgmaa          | Heino Aunin Reet Valgmaa           |
| 1968   | Jaak Nuuter        | Reet Valgmaa       | Jaak Nuuter Alar Kivilo          | Reet Valgmaa Riina Valgmaa          | Alar Kivilo Reet Valgmaa           |
| 1969   | Jaak Nuuter        | Reet Valgmaa       | Jaak Nuuter Urmas Pau            | Reet Valgmaa Riina Valgmaa          | Boris Bogovski Reet Valgmaa        |
| 1970   | Jaak Nuuter        | Reet Valgmaa       | Boris Bogovski Alar Kivilo       | Reet Valgmaa Marika Lemming         | Boris Bogovski Reet Valgmaa        |
| 1971   | Jüri Tarto         | Riina Valgmaa      | Jaak Nuuter Heino Aunin          | Reet Valgmaa Mariann Siliksaar      | Jaak Nuuter Mare Matsalu           |
| 1972   | Boris Bogovski     | Riina Valgmaa      | Jaak Nuuter Boris Bogovski       | Reet Valgmaa Tiina Staak            | Boris Bogovski Reet Valgmaa        |
| 1973   | Jüri Tarto         | Reet Valgmaa       | Jaak Nuuter Boris Bogovski       | Reet Valgmaa Skaidrite Nurges       | Alfred Kivisaar Riina Valgmaa      |
| 1974   | Jaak Nuuter        | Reet Valgmaa       | Jaak Nuuter Boris Bogovski       | Reet Valgmaa Marika Dolotova        | Boris Bogovski Reet Valgmaa        |
| 1975   | Alfred Kivisaar    | Marika Dolotova    | Alfred Kivisaar Toivo Raudver    | Riina Valgmaa Marika Dolotova       | Alfred Kivisaar Riina Valgmaa      |
| 1976   | Alfred Kivisaar    | Reet Valgmaa       | Alfred Kivisaar Toivo Raudver    | Reet Valgmaa Riina Valgmaa          | Mart Siliksaar Reet Valgmaa        |
| 1977   | Alfred Kivisaar    | Reet Valgmaa       | Alfred Kivisaar Toivo Raudver    | Reet Valgmaa Riina Valgmaa          | Alfred Kivisaar Reet Valgmaa       |
| 1978   | Peeter Pajumägi    | Reet Valgmaa       | Alfred Kivisaar Toivo Raudver    | Reet Valgmaa Riina Valgmaa          | Mart Siliksaar Reet Valgmaa        |
| 1979   | Aleksander Adojaan | Mare Reinberg      | Jüri Tarto Peeter Ärmpalu        | Mare Reinberg Marina Rajevskaja     | Alfred Kivisaar Mare Reinberg      |
| 1980   | Tiit Vapper        | Mare Reinberg      | Alfred Kivisaar Toivo Raudver    | Katrin Paeväli Ann Avarlaid         | Argo Aru Katrin Paeväli            |
| 1981   | Henry Aljand       | Mare Reinberg      | Henry Aljand Peeter Sepma        | Mare Reinberg Marina Rajevskaja     | Alfred Kivisaar Mare Reinberg      |
| 1982   | Tiit Vapper        | Mare Reinberg      | Henry Aljand Peeter Munitsõn     | Mare Reinberg Marina Rajevskaja     | Kalle Kaljurand Ann Avarlaid       |
| 1983   | Peeter Munitsõn    | Ann Avarlaid       | Ain Matvere Peeter Munitsõn      | Mare Reinberg Marina Rajevskaja     | Kalle Kaljurand Anna Avarlaid      |
| 1984   | Ain Matvere        | Mare Reinberg      | Kalle Kaljurand Ivar Kask        | Mare Reinberg Ann Avarlaid          | Peeter Ärmpalu Mare Reinberg       |
| 1985   | Kalle Kaljurand    | Mare Reinberg      | Kalle Kaljurand Ivar Kask        | Terje Lall Anneli Lambing           | Peeter Ärmpalu Mare Reinberg       |
| 1986   | Andres Ojamaa      | Mare Reinberg      | Peeter Munitsõn Andres Ojamaa    | Mare Reinberg Marina Kaljurand      | Peeter Munitsõn Mare Reinberg      |
| 1987   | Andres Ojamaa      | Terje Lall         | Andres Ojamaa Peeter Lust        | Terje Lall Anneli Lambing           | Peeter Munitsõn Mare Reinberg      |
| 1988   | Andres Ojamaa      | Anneli Lambing     | Andres Ojamaa Peeter Munitsõn    | Terje Lall Anneli Lambing           | Kalle Kaljurand Marina Kaljurand   |
| 1989   | Andres Ojamaa      | Anneli Lambing     | Andres Ojamaa Peeter Munitsõn    | Anneli Lambing Maili Karindi        | Ain Matvere Anneli Lambing         |
| 1990   | Ain Matvere        | Anneli Lambing     | Ain Matvere Kalle Kaljurand      | Anneli Lambing Maili Karindi        | Ain Matvere Anneli Lambing         |
| 1991   | Andres Ojamaa      | Marina Kaljurand   | Ain Matvere Kalle Kaljurand      | Liia Dubkovskaja Marju Velga        | Ain Matvere Terje Lall             |
| 1992   | Andres Ojamaa      | Kairi Viilup       | Einar Veede Raul Tikk            | Terje Lall Margit Nahk              | Andres Ojamaa Kairi Viilup         |
| 1993   | Heiki Sorge        | Terje Lall         | Raul Tikk Einar Veede            | Marju Velga Liia Dubkovskaja        | Andres Ojamaa Kairi Viilup         |
| 1994   | Heiki Sorge        | Liia Dubkovskaja   | Raul Tikk Einar Veede            | Mari Toomingas Kairi Viilup         | Raul Tikk Anneli Parts             |
| 1995   | Heiki Sorge        | Liia Dubkovskaja   | Raul Tikk Einar Veede            | Mari Toomingas Liia Dubkovskaja     | Raul Tikk Anneli Parts             |
| 1996   | Heiki Sorge        | Kelli Vilu         | Raul Tikk Einar Veede            | Kelli Vilu Kati Kraaving            | Einar Veede Mare Pedanik           |
| 1997   | Heiki Sorge        | Kelli Vilu         | Heiki Sorge Meelis Maiste        | Piret Kärt Liia Dubkovskaja         | Einar Veede Mare Pedanik           |
| 1998   | Heiki Sorge        | Kairi Saks         | Meelis Maiste Indrek Küüts       | Kelli Vilu Kati Kraaving            | Meelis Maiste Kairi Saks           |
| 1999   | Heiki Sorge        | Piret Hamer        | Heiki Sorge Peeter Munitsõn      | Kairi Saks Eve Jugandi              | Meelis Maiste Kairi Saks           |
| 2000   | Heiki Sorge        | Kati Tolmoff       | Heiki Sorge Peeter Munitsõn      | Ulla Helm Eve Jugandi               | Meelis Maiste Kairi Saks           |
| 2001   | Heiki Sorge        | Kati Tolmoff       | Meelis Maiste Indrek Küüts       | Piret Hamer Helen Reino             | Heiki Sorge Kati Tolmoff           |
| 2002   | Heiki Sorge        | Kati Tolmoff       | Meelis Maiste Indrek Küüts       | Piret Hamer Helen Reino             | Heiki Sorge Kati Tolmoff           |
| 2003   | Heiki Sorge        | Helen Reino        | Heiki Sorge Andres Aru           | Kati Tolmoff Kai-Riin Saluste       | Indrek Küüts Kati Tolmoff          |
| 2004   | Heiki Sorge        | Kati Tolmoff       | Indrek Küüts Meelis Maiste       | Piret Hamer Helen Reino             | Indrek Küüts Piret Hamer           |
| 2005   | Heiki Sorge        | Kati Tolmoff       | Raul Must Ants Mängel            | Piret Hamer Helen Reino             | Andres Aru Kati Kraaving           |
| 2006   | Raul Must          | Kati Tolmoff       | Raul Must Ants Mängel            | Kati Tolmoff Sandra Kamilova        | Ants Mängel Karoliine Hõim         |
| 2007   | Raul Must          | Kati Tolmoff       | Raul Must Ants Mängel            | Helen Reino Kai-Riin Saluste        | Ants Mängel Karoliine Hõim         |
| 2008   | Raul Must          | Kati Tolmoff       | Indrek Küüts Meelis Maiste       | Kati Tolmoff Ana Linnamägi          | Heiki Sorge Helen Reino            |
| 2009   | Raul Must          | Kati Tolmoff       | Raul Must Ants Mängel            | Kati Tolmoff Helen Reino            | Ants Mängel Karoliine Hõim         |
| 2010   | Raul Must          | Karoliine Hõim     | Raul Must Ants Mängel            | Karoliine Hõim Laura Vana           | Ants Mängel Karoliine Hõim         |
| 2011   | Raul Must          | Karoliine Hõim     | Raul Must Ingmar Seidelberg      | Karoliine Hõim Laura Vana           | Ants Mängel Karoliine Hõim         |
| 2012   | Raul Must          | Kati Tolmoff       | Kristjan Kaljurand Robert Kasela | Kati Tolmoff Laura Vana             | Raul Must Kati Tolmoff             |
| 2013   | Raul Must          | Karoliine Hõim     | Kristjan Kaljurand Robert Kasela | Karoliine Hõim Laura Vana           | Mihkel Laanes Kristin Kuuba        |
| 2014   | Raul Must          | Kati Tolmoff       | Karl Kivinurm Vahur Lukin        | Kristin Kuuba Helina Rüütel         | Raul Must Kati Tolmoff             |
| 2015   | Raul Must          | Kati Tolmoff       | Kristjan Kaljurand Raul Käsner   | Karoliine Hõim Kati Tolmoff         | Raul Must Kati Tolmoff             |
| 2016   | Raul Must          | Kati Tolmoff       | Kristjan Kaljurand Raul Käsner   | Kati-Kreet Marran Sale-Liis Teesalu | Raul Käsner Helina Rüütel          |
| 2017   | Raul Must          | Kristin Kuuba      | Kristjan Kaljurand Raul Käsner   | Helina Rüütel Kristin Kuuba         | Mihkel Laanes Kristin Kuuba        |
| 2018   | Raul Must          | Kristin Kuuba      | Kristjan Kaljurand Raul Käsner   | Kati-Kreet Marran Kristin Kuuba     | Kristjan Kaljurand Hannaliina Piho |
| 2019   | Raul Must          | Kristin Kuuba      | Kristjan Kaljurand Raul Käsner   | Helina Rüütel Kristin Kuuba         | Kristjan Kaljurand Hannaliina Piho |
| 2020   | Raul Must          | Kristin Kuuba      | Kristjan Kaljurand Raul Käsner   | Kati-Kreet Marran Kristin Kuuba     | Mihkel Laanes Kristin Kuuba        |
| 2021   | Raul Must          | Kristin Kuuba      | Kristjan Kaljurand Raul Käsner   | Kristin Kuuba Kati Tolmoff          | Raul Must Kristin Kuuba            |
| 2022   | Raul Must          | Kristin Kuuba      | Kristjan Kaljurand Raul Käsner   | Kati-Kreet Marran Helina Rüütel     | Raul Käsner Kati-Kreet Marran      |
| 2023   | Karl Kert          | Kristin Kuuba      | Kristjan Kaljurand Raul Käsner   | Kati-Kreet Marran Helina Rüütel     | Raul Käsner Kati-Kreet Marran      |
| 2024   | Tauri Kilk         | Helis Pajuste      | Karl Kert Tauri Kilk             | Catlyn Kruus Ramona Üprus           | Kristjan Kaljurand Helina Rüütel   |
| 2025   | Tauri Kilk         | Kristin Kuuba      | Karl Kert Tauri Kilk             | Kati-Kreet Käsner Helina Rüütel     | Kristjan Kaljurand Helina Rüütel   |